# Stefanie Grigoleit
Stefanie Grigoleit (* 11. Dezember 1989 in Magdeburg) ist eine ehemalige deutsche Basketballspielerin.

## Laufbahn
Grigoleit begann mit dem Basketball in ihrer Heimatstadt Wolmirstedt. Sie wechselte als Jugendliche ans Internat nach Halle (Saale), spielte dann für die BG 74 Göttingen in der Bundesliga und anschließend von 2009 bis 2011 für den Osnabrücker SC in der zweiten Liga.
In der Saison 2011/12 stand sie zunächst im Aufgebot des Bundesligisten BC Marburg und wechselte während der Spielzeit innerhalb der Liga zum TV Saarlouis.
Von 2012 bis 2014 zählte die 1,86 Meter lange Flügelspielerin mit Grüner Stern Keltern zur Spitzengruppe der 2. Bundesliga Süd. 2014 wechselte sie zum TK Hannover und war als Leistungsträgerin maßgeblich am Bundesligaaufstieg der TKH-Damen im Frühjahr 2016 beteiligt. Vom Internetdienst eurobasket.com wurde sie in den Spielzeiten 2014/15 und 2015/16 als beste deutsche Spielerin der 2. Bundesliga Nord ausgezeichnet, in der Saison 2014/15 zudem als beste Flügelspielerin der Liga. In Hannover war die gelernte Industriekauffrau auch als Trainerin im Jugendbereich tätig.
Nach dem Abschluss der Saison 2017/18 verließ Grigoleit den TKH nach vier Jahren und wechselte zu Libertas Moncalieri in die zweite italienische Liga (Serie A2). Ab 2020 wandte sie sich verstärkt der Variante 3×3-Basketball zu, im „5-gegen-5“ verstärkte sie den Zweitligisten Eintracht Braunschweig. Im Januar 2022 wechselte Grigoleit innerhalb der 2. Bundesliga zu Alba Berlin und wurde bei dem Verein wie zuvor in Braunschweig als Spielerin und Jugendtrainerin tätig. Sie wurde mit Berlin 2022 Zweitliga-Vizemeisterin, was den Bundesliga-Aufstieg bedeutete. 2024 gewannen Grigoleit und die Hauptstädterinnen die deutsche Meisterschaft. Im Anschluss an die Saison 2024/25 beendete sie ihre Leistungssportlaufbahn.

## Nationalmannschaft
Mit der deutschen U20-Nationalmannschaft nahm sie 2009 an der Europameisterschaft teil. 2017 und 2018 bestritt sie insgesamt acht Länderspiele für die A-Nationalmannschaft.